# Équipe de Cuba féminine de baseball
Uniformes
L'Équipe de Cuba de baseball féminin représente la Fédération cubaine de baseball lors des compétitions internationales comme la Coupe du monde.
Son premier match s'est déroulé contre le Canada en août 2006 à Taïwan à l'occasion de la Coupe du monde 2006. Elle termine la compétition à la sixième position et remporte sa première victoire internationale contre Hong Kong.
En 2010 au Venezuela, Cuba termine une nouvelle fois à la sixième position de la Coupe du monde et occupe actuellement la septième place au Classement mondial de l'IBAF au 1er septembre 2010.

## Palmarès
Coupe du monde:
- 2006 : 6e
- 2010 : 6e